# Saint-Corneille
Saint-Corneille település Franciaországban, Sarthe megyében. Lakosainak száma 1517 fő (2022. január 1.). Saint-Corneille Sillé-le-Philippe, Savigné-l’Évêque, Yvré-l’Évêque, Fatines, Lombron, Montfort-le-Gesnois és Saint-Mars-la-Brière községekkel határos.

## Népesség
A település népessége az elmúlt években az alábbi módon változott:
| Lakosok száma | 1324 | 1377 | 1417 | 1431 | 1466 | 1521 | 1520 | 1518 | 1517 |
|               | 2013 | 2015 | 2016 | 2017 | 2018 | 2019 | 2020 | 2021 | 2022 |